# Aviron aux Jeux olympiques d'été de 1928
Navigation
Édition précédente Édition suivante

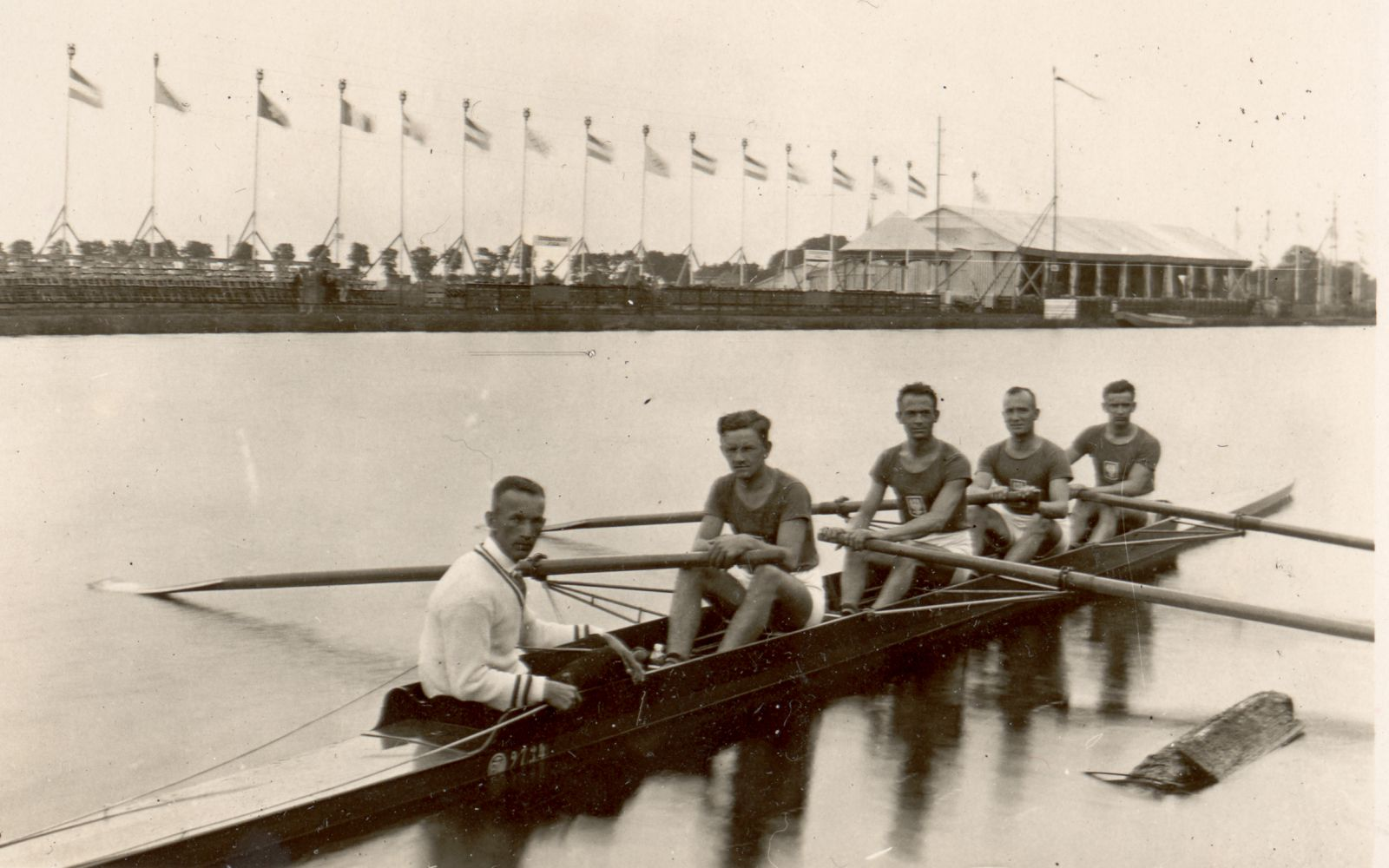
Quatre avec barreur : Franciszek Bronikowski, Edmund Jankowski, Leon Birkholc, Bernard Ormanowski, Bolesław Drewek (barreur) lors des Jeux Olympiques d'Amsterdam. Médaillés de bronze, joueurs de BTW Bydgoszcz.

Les épreuves d'aviron lors des Jeux olympiques d'été de 1928 ont eu lieu du 2 août 1928 au 10 août 1928 au Ringvaart, aux Pays-Bas. 
Sept courses figurent au programme de cette compétition.

## Tableau des médailles pour l'aviron
| Rang | Nation      | Or | Argent | Bronze | Total |
| ---- | ----------- | -- | ------ | ------ | ----- |
| 1    | États-Unis  | 2  | 2      | 1      | 5     |
| 2    | Royaume-Uni | 1  | 2      | 1      | 4     |
| 3    | Suisse      | 1  | 1      | 0      | 2     |
| 4    | Italie      | 1  | 0      | 1      | 2     |
| 5    | Allemagne   | 1  | 0      | 0      | 1     |
| 5    | Australie   | 1  | 0      | 0      | 1     |
| 7    | Canada      | 0  | 1      | 1      | 2     |
| 8    | France      | 0  | 1      | 0      | 1     |
| 9    | Autriche    | 0  | 0      | 1      | 1     |
| 9    | Belgique    | 0  | 0      | 1      | 1     |
| 9    | Pologne     | 0  | 0      | 1      | 1     |

## Podiums
| Épreuves            | Or | Argent | Bronze |
| ------------------- | --- | --- | --- |
| Skiff               | Bobby Pearce Australie | Kenneth Myers États-Unis | Theodore Collet Royaume-Uni |
| Deux de couple      | États-Unis Paul Costello Charles McIlvaine | Canada Joseph Wright Jr. Jack Guest | Autriche Leo Losert Viktor Flessl |
| Deux sans barreur   | Allemagne Kurt Moeschter Bruno Muller | Royaume-Uni Terence O'Brien Robert Nisbet | États-Unis Paul McDowell John Schmitt |
| Deux barré          | Suisse Hans Schöchlin Karl Schöchlin Hans Bourquin (barreur)                                                                                                   | France Armand Marcelle Édouard Marcelle Henri Préaux (barreur)                                                                                          | Belgique Léon Flament François de Coninck Georges Anthony (barreur)                                                                          |
| Quatre sans barreur | Royaume-Uni John Lander Michael Warriner Richard Beesly Edward Vaughan Bevan                                                                                   | États-Unis Charles Karle William Miller George Healis Ernest Bayer                                                                                      | Italie Cesare Rossi Pietro Freschi Umberto Bonadè Paolo Gennari                                                                              |
| Quatre avec barreur | Italie Valerio Perentin Giliante D'Este Nicolò Vittori Giovanni Delise Renato Petronio (barreur)                                                               | Suisse Ernst Haas Joseph Meyer Otto Bucher Karl Schwegler Fritz Bösch (barreur)                                                                         | Pologne Franciszek Bronikowski Edmund Jankowski Leon Birkholc Bernard Ormanowski Bolesław Drewek (barreur)                                   |
| Huit                | États-Unis Marvin Stalder John Brinck Francis Frederick William Thompson William Dally James Workman Hubert A. Caldwell Peter Donlon Donald Blessing (barreur) | Royaume-Uni Jamie Hamilton Guy Oliver Nickalls John Badcock Donald Gollan Harold Lane Gordon Killick Jack Beresford Harold West Arthur Sulley (barreur) | Canada Frederick Hedges Frank Fiddes John Hand Herbert Richardson Jack Murdoch Athol Meech Edgar Norris William Ross John Donnelly (barreur) |